# Parafia św. Józefa Rzemieślnika w Krosnej
Parafia św. Józefa Rzemieślnika w Krosnej – parafia rzymskokatolicka, należąca do dekanatu ujanowickiego w diecezji tarnowskiej. Opiekę nad nią sprawują księża diecezjalni.
Odpust parafialny obchodzony jest 1 maja. 
Proboszczem parafii jest ks. Leszek Poremba (od 2016 r.)
W Parafii św. Józefa Rzemieślnika w Krosnej, działa również Parafialna Orkiestra Dęta, pod dyrygenturą kapelmistrza Zdzisława Karpiela. Orkiestra ta, obchodziła w czerwcu 2016 setną rocznicę jej założenia.

## Historia
Decyzja o wydzieleniu z parafii w Ujanowicach samodzielnej jednostki duszpasterskiej w Krosnej zapadła w roku 1970. Parafię uroczyście erygował w roku 1981 ks. biskup Jerzy Ablewicz. Od razu rozpoczęto wówczas budowę nowego kościoła, gdyż istniejąca wcześniej kaplica była za mała dla potrzeb wspólnoty i coraz bardziej popadała w ruinę.

## Kościół
Funkcję kościoła parafialnego sprawuje nowoczesny kościół murowany, wzniesiony w latach 80. XX wieku.
Ponadto do parafii należy również stara kaplica, która obecnie stopniowo niszczeje.